# Nautischer Faden
Der Nautische Faden (vom englischen: „fathom“, zu Deutsch: „Faden“, auch „Klafter“ genannt) ist eine nicht SI-konforme Maßeinheit der Länge, welche insbesondere noch in der englischsprachigen Schifffahrt – in der Nautik – für Tiefenangaben in Gebrauch ist. Ursprünglich handelt es sich bei dem Maß um die Spannweite der Arme eines ausgewachsenen Mannes, historisch sechs Fuß gleichgesetzt, dem Klafter.
1 fm = 2 yds = 6 ft = 72 in = 182,88 cm = 1,8288 m
Gelegentlich wird auch eine neuere, nicht genormte Definition benutzt:
1 fm = 1/100 Kabellänge = 1/1000 Seemeile = 1,852 m
In der EG-Richtlinie 80/181/EWG ist die erste Definition zugrunde gelegt, jedoch der Zahlenwert zu 1,829 Meter gerundet.

## Unterschiedliche Definition des Fadens in der Seefahrt
Die Pariser Linie ist hier mit 2,2558 mm gerechnet.
| Bezeichnung            | int.     | int.                        | Meter    |
| ---------------------- | -------- | --------------------------- | -------- |
| Französischer Faden    | 1 Brasse | = 5 Fuß                     | 1,624176 |
| Neapolitanischer Faden | 1 NF     | = 5 Fuß                     | 1,624176 |
| Hamburger Faden        | 1 HF     | = 6 Fuß                     | 1,718920 |
| Portugiesischer Faden  | 1 Braça  | = 8 Palmos                  | 1,748696 |
| Schwedischer Faden     | 1 SF     | = 6 Fuß                     | 1,781968 |
| Dänischer Faden        | 1 Favo   | = 6 Fuß                     | 1,882916 |
| Preußischer Faden      | 1 Faden  | = 6 Fuß (preuß.) = 1/2 Rute | 1,883120 |
| Holländischer Faden    | 1 Vaam   | = 6 Fuß 834,8               | 1,883142 |

(Quellen unter)